# Loves Park
Loves Park är en stad (city) i Boone County, och  Winnebago County, i delstaten Illinois, USA. Enligt United States Census Bureau har staden en folkmängd på 23 904 invånare (2011) och en landarea på 41,5 km².